# ФК Лијевче
ФК Лијевче је фудбалски клуб из Нове Тополе, општина Градишка, који се такмичи у оквиру Регионалне лиге Републике Српске — Запад.

## Историја
Клуб је основан 1929. године.

## Резултати
- Друга лига Републике Српске у фудбалу — Запад 1999/00. (1. мјесто)
- Прва лига Републике Српске у фудбалу 2000/01. (16. мјесто)
- Друга лига Републике Српске у фудбалу — Запад 2006/07. (4. мјесто)
- Куп Републике Српске у фудбалу 2009/10. (осмина финала)
- Регионална лига Републике Српске у фудбалу — Запад 2010/11. (2. мјесто)